# Poblado Miguel Alemán FC
Poblado Miguel Alemán FC, auch bekannt als Rayos del Poblado Miguel Alemán, war ein 2011 gegründeter mexikanischer Fußballverein aus dem Poblado Miguel Alemán im Bundesstaat Sonora, der in 2 aufeinander folgenden Spielzeiten die Meisterschaft der Tercera División gewann. Seine Heimspielstätte war der Fußballplatz Alejandro López Caballero in Miguel Alemán.
Nach dem Triumph im Torneo Ascenso am Ende der Saison 2012/13 erwarb der Verein das Recht zum Aufstieg in die Segunda División. Dieser Erfolg inspirierte Geschäftsleute und Politiker unter der Führung des Geschäftsmanns der grafischen Künste, Edmundo Ruiz Gómez, zum Erwerb des Franchise, das sie in die Bundeshauptstadt Hermosillo transferierten und in die Cimarrones de Sonora umwandelten. Das Team des Poblado Miguel Alemán FC wurde jedoch aufrechterhalten und spielte fortan als Farmteam der Cimarrones im Torneo de Sucursales/Filiales der Tercera División, die in der darauffolgenden Saison 2013/14 ebenfalls auf Anhieb gewonnen wurde.
2016 wurde der Verein aufgelöst und seither treten auch die Reservemannschaften der Cimarrones unter der Bezeichnung des Hauptvereins an. Deren Nachwuchsmannschaft gewann in der Saison 2023/24 erneut die Meisterschaft des Torneo de Sucursales/Filiales der Tercera División.

## Erfolge
- Meister der Tercera División: 2012/13 (Torneo de Ascenso), 2013/14 (Torneo de Sucursales/Filiales)